# The Blue Juniata

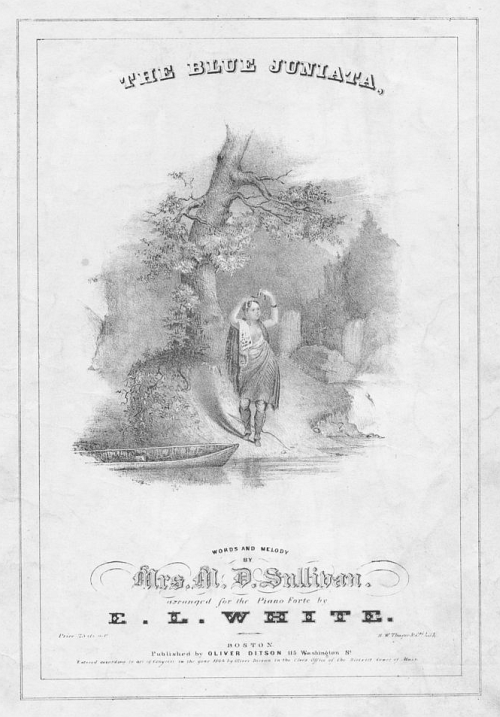
Couverture de la partition musicale (1844).

The Blue Juniata est une chanson populaire écrite par Marion Dix Sullivan en 1844. C'est l'une des parlor songs les plus populaires du XIXe siècle, et l'une des premières chansons écrite par une femme à avoir remporté un net succès commercial. Dans la chanson, une jeune Indienne, Alfarata, chante les louanges de son époux guerrier tandis qu'elle voyage le long de la Juniata.

## Paroles (version originale)
Les paroles de la chanson, telle qu'elle est publiée en 1841, en anglais américain, sont les suivantes :
Wild roved an Indian girl,
Bright Alfarata,
Where sweep the waters
Of the blue Juniata!
Swift as an antelope
Through the forest going,
Loose were her jetty locks,
In many tresses flowing.
:Gay was the mountain song
Of bright Alfarata,
Where sweep the waters
Of the blue Juniata.
"Strong and true my arrows are,
In my painted quiver,
Swift goes my light canoe
Adown the rapid river.
:"Bold is my warrior good,
The love of Alfarata,
Proud waves his snowy plume
Along the Juniata.
Soft and low he speaks to me,
And then, his war-cry sounding,
Rings his voice in thunder loud,
From height to height resounding."
:So sang the Indian girl,
Bright Alfarata,
Where sweep the waters
Of the blue Juniata.
Fleeting years have borne away
The voice of Alfarata;
Still sweeps the river on—
Blue Juniata!

## Postérité
Les paroles de cette chanson sont citées par Laura Ingalls Wilder dans le premier tome de son roman autobiographique La Petite Maison dans la prairie : la mère de Laura lui chante la chanson au chapitre 18.